# Trachurus delagoa
 Trachurus delagoa és una espècie de peix de la família dels caràngids i de l'ordre dels perciformes.

## Morfologia
Els mascles poden assolir els 35 cm de longitud total.

## Distribució geogràfica
Es troba a Moçambic, Sud-àfrica i al sud de Madagascar.